# Nicole Courcel
Pour les articles homonymes, voir Courcel.
Nicole Courcel, née Nicole Marie Jeanne Andrieu, le 21 octobre 1931 à Saint-Cloud (Seine-et-Oise), et morte le 25 juin 2016 dans le 16e arrondissement de Paris,, est une actrice française.

## Biographie

### Enfance
Nicole Courcel naît le 21 octobre 1931 à Saint-Cloud (Seine-et-Oise). Fille de Joseph Andrieu (1908-1996), journaliste, et d'Hélène Drugman (1911-2002), Nicole Andrieu est élève au pensionnat des Dames de Saint-Maur à Monaco, puis entre au collège d'Epsom (Royaume-Uni).

### Carrière
Élève au cours Simon, elle est remarquée par Jacques Becker qui lui fait faire des essais pour Antoine et Antoinette avant de lui offrir son premier grand rôle au cinéma en 1949 dans Rendez-vous de juillet. Elle prend à la scène le nom de famille de son personnage, et devient « Nicole Courcel ». Elle tourne ensuite aux côtés de Jean Gabin et devient une des vedettes du cinéma français des années 1950 et 1960. Dans les années 1970, elle joue dans des téléfilms : Les Boussardel de René Lucot, Madame Bovary de Pierre Cardinal, Credo de Jacques Deray, La Milliardaire de Jacques Ertaud, ou la série Les Thibault. On la voit également au théâtre comme dans Good Bye, Charlie de George Axelrod.

### Mort
Nicole Courcel meurt à l'âge de 84 ans le 25 juin 2016 à Paris. Ses obsèques ont eu lieu le 30 juin en l'église Saint-Roch à Paris 1er ; incinérée, ses cendres sont remises à la famille puis inhumées au cimetière de Valbonne.

### Vie privée
Nicole Courcel est la mère de Julie Andrieu, animatrice de télévision et critique gastronomique au guide Lebey.

### Publication
- Julie tempête, Éditions Robert Laffont, recueil de souvenirs dédié à sa fille, 1980.

## Décorations
- Commandeur de l'ordre des Arts et des Lettres le 16 novembre 1992, en qualité de « comédienne »[7].

## Filmographie

### Cinéma
- 1947 : Antoine et Antoinette de Jacques Becker : non créditée
- 1948 : Les amoureux sont seuls au monde d'Henri Decoin : la serveuse au restaurant
- 1948 : Aux yeux du souvenir de Jean Delannoy : une élève du cours Simon
- 1949 : Rendez-vous de juillet de Jacques Becker : Christine Courcel
- 1950 : La Marie du port de Marcel Carné : Marie Le Flem
- 1950 : Gibier de potence d'André Baud et Roger Richebé : Dominique
- 1951 : Les Amants de bras-mort de Marcello Pagliero : Monique Levers
- 1953 : Les amours finissent à l'aube d'Henri Calef : Léone Fassler
- 1954 : Huis clos de Jacqueline Audry : Olga
- 1954 : Le Grand Pavois de Jacques Pinoteau : Madeleine
- 1954 : Marchandes d'illusions de Raoul André : Maria
- 1954 : Le Collège en folie d'Henri Lepage : Lydia
- 1954 : Papa, maman, la Bonne et moi de Jean-Paul Le Chanois : Catherine Liseray
- 1954 : Si Versailles m'était conté... de Sacha Guitry : madame de Chalis
- 1955 : Les Clandestines de Raoul André : Véronique Gaudin
- 1956 : L'inspecteur connaît la musique, de Jean Josipovici
- 1956 : Papa, maman, ma femme et moi de Jean-Paul Le Chanois : Catherine Langlois
- 1956 : La Sorcière d'André Michel
- 1956 : Club de femmes de Ralph Habib : Nicole Leroy
- 1957 : Le Cas du docteur Laurent de Jean-Paul Le Chanois : Francine Payot
- 1957 : L'inspecteur aime la bagarre de Jean Devaivre : Hélène Davault
- 1957 : La Peau de l'ours de Claude Boissol : Anne-Marie Ledrut
- 1959 : L'Homme-miracle (Ein Mann geht durch die Wand) de Ladislas Vajda : Yvonne Steiner
- 1959 : La Belle et le Tzigane de Jean Dréville et Márton Keleti : Georgina Welles
- 1960 : Le Testament d'Orphée de Jean Cocteau : la mère maladroite
- 1961 : Le Passage du Rhin d'André Cayatte : Florence
- 1961 : Les Amours de Paris de Jacques Poitrenaud : Nicole Lasnier
- 1961 : Les Vierges de Rome (Le vergini di Roma) de Carlo Ludovico Bragaglia et Vittorio Cottafavi : Lucille, la femme de Porsenna
- 1961 : Les Petits Drames de Paul Vecchiali
- 1961 : Vive Henri IV, vive l'amour de Claude Autant-Lara : Jacqueline de Bueil
- 1962 : Les Dimanches de Ville-d'Avray de Serge Bourguignon : Madeleine
- 1962 : Konga Yo d'Yves Allégret : Marie
- 1963 : Le train de Berlin est arrêté (Verspätung in Marienborn) de Rolf Hädrich (de) : l'infirmière Kathy
- 1965 : Nick Carter et le Trèfle rouge de Jean-Paul Savignac : Dora
- 1966 : Les Ruses du diable de Paul Vecchiali : la patronne de la guinguette
- 1966 : Les Créatures d'Agnès Varda
- 1967 : La Nuit des généraux d'Anatole Litvak : Raymonde
- 1972 : L'aventure c'est l'aventure de Claude Lelouch : Nicole
- 1972 : L'étrangleur de Paul Vecchiali : Claire
- 1972 : Le Rempart des béguines de Guy Casaril : Tamara
- 1973 : Un officier de police sans importance de Jean Larriaga : Fabienne
- 1974 : La Gifle de Claude Pinoteau : Madeleine
- 1975 : Thomas de Jean-François Dion : Florence, la mère
- 1979 : L'Esprit de famille de Jean-Pierre Blanc : Hélène

### Télévision
- 1955 : Sherlock Holmes, de Jack Gage (série TV)
- 1967 : La Parisienne, de Jean Kerchbron (série TV) : Clotilde Dumesnil
- 1972 : Les Boussardel, de René Lucot (série TV) : Agnès Boussardel
- 1973 : L'Araignée, de Rémy Grumbach (téléfilm) : Jeanne Bulle
- 1973 : Témoignages (série TV) : la voyante
- 1974 : Madame Bovary, de Pierre Cardinal (téléfilm) : Emma Bovary
- 1979 : Au théâtre ce soir : Good Bye Charlie de George Axelrod, adaptation Pierre Barillet et Jean-Pierre Gredy, mise en scène Georges Vitaly, réalisation Pierre Sabbagh, théâtre Marigny
- 1981 : Quatre femmes, quatre vies (série TV)
- 1981 : Non-Lieu, de Bruno Gantillon (téléfilm) : Solange
- 1983 : Credo, de Jacques Deray (téléfilm) : Olga Talberg
- 1983 : Dialogues des carmélites, de Pierre Cardinal (téléfilm) : Mère Marie de l'Incarnation
- 1984 : Allô Béatrice, de Jacques Besnard (série TV) : Béatrice Roussel
- 1986 : La Vallée des peupliers (série TV) : Jacqueline de Lorenzi
- 1994 : La Milliardaire, de Jacques Ertaud (téléfilm) : Irène
- 1994 : Les Cinq Dernières Minutes, (série TV) : Élise
- 1999 : Le Destin des Steenfort, de Jean-Daniel Verhaeghe (téléfilm) : Margrit Steenfort
- 2003 : Les Thibault, de Jean-Daniel Verhaeghe (série TV) : Violette
- 2004 : Milady, de Josée Dayan (téléfilm) : Jeanne De Breuil

## Théâtre
- 1952 : Zoé de Jean Marsan, mise en scène Christian-Gérard, Comédie-Wagram, théâtre des Célestins
- 1953 : Trésor de Roger MacDougall, mise en scène Pierre Dux, théâtre des Bouffes-Parisiens
- 1954 : Les Sorcières de Salem d'Arthur Miller, mise en scène Raymond Rouleau, théâtre Sarah-Bernhardt
- 1956 : Les Sorcières de Salem d'Arthur Miller, mise en scène Raymond Rouleau, Théâtre des Célestins
- 1958 : Romancero de Jacques Deval, mise en scène de l'auteur, Comédie des Champs-Élysées
- 1958 : La Bonne Soupe de Félicien Marceau, mise en scène André Barsacq, théâtre du Gymnase
- 1961 : Andromaque de Racine, mise en scène Marguerite Jamois, théâtre des Célestins
- 1962 : La Venus de Milo. pièce en six tableaux de Jacques Deval, mise en scène Pierre Mondy, théâtre du Gymnase
- 1965 : Au revoir Charlie de George Axelrod, mise en scène François Périer, théâtre des Ambassadeurs, théâtre des Célestins
- 1966 : Le Cheval évanoui de Françoise Sagan, mise en scène Jacques Charon, théâtre du Gymnase
- 1968 : Le Cheval évanoui de Françoise Sagan, mise en scène Jacques Charon, théâtre du Gymnase, théâtre des Ambassadeurs
- 1968 : Les Quatre Saisons d'Arnold Wesker, mise en scène Claude Régy, théâtre Montparnasse
- 1969 : L'Aide-mémoire de Jean-Claude Carrière, mise en scène André Barsacq, théâtre des Célestins
- 1970 : Douce-amère de Jean Poiret, mise en scène Jacques Charon, théâtre de la Renaissance
- 1975 : Cher menteur de Jérôme Kilty, mise en scène de l'auteur, théâtre du Gymnase
- 1976 : Même heure, l'année prochaine de Bernard Slade, mise en scène Pierre Mondy, théâtre Montparnasse
- 1977 : Même heure, l'année prochaine de Bernard Slade, mise en scène Pierre Mondy, théâtre des Célestins, tournée Karsenty-Herbert
- 1982 : Une journée particulière d’après le film d'Ettore Scola, mise en scène Françoise Petit, théâtre du 8e à Lyon